# Stenothyra
Stenothyra is een geslacht van weekdieren uit de klasse van de Gastropoda (slakken).

## Soorten
- Stenothyra acuta Brandt, 1974
- Stenothyra annandalei Brandt, 1968
- Stenothyra arabica Neubert, 1998
- Stenothyra australis Hedley, 1901
- Stenothyra basiangulata (Mori, 1938)
- Stenothyra basisculpta Brandt, 1970
- Stenothyra bellardii (Dollfus & Dautzenberg, 1886) †
- Stenothyra cambodiensis Brandt, 1971
- Stenothyra confinis Brandt, 1974
- Stenothyra crooki Brandt, 1968
- Stenothyra cyrtochila van Benthem Jutting, 1959
- Stenothyra deltae (Benson, 1837)
- Stenothyra divalis (Gould, 1859)
- Stenothyra edogawensis (Yokoyama, 1927)
- Stenothyra fasciata Brandt, 1968
- Stenothyra gelasinosa Golding, 2014
- Stenothyra glabrata (A. Adams, 1851)
- Stenothyra hardouini de Morgan, 1885
- Stenothyra hokkaidonis Kuroda, 1962
- Stenothyra hunanensis Möllendorff, 1888
- Stenothyra hungerfordiana Nevill, 1880
- Stenothyra hybocystoides Bavay, 1895
- Stenothyra japonica Kuroda, 1962
- Stenothyra jinghongensis Davis, Guo & Hoagland, 1986
- Stenothyra jiraponi Brandt, 1968
- Stenothyra koratensis Brandt, 1968
- Stenothyra krungtepensis Brandt, 1968
- Stenothyra labiata Brandt, 1968
- Stenothyra maculata Brandt, 1974
- Stenothyra mandahlbarthi Brandt, 1968
- Stenothyra mcmulleni Brandt, 1970
- Stenothyra microsculpta Brandt, 1974
- Stenothyra minima (G. B. Sowerby I, 1837)
- Stenothyra monilifera (Benson, 1856)
- Stenothyra moussoni Martens, 1897
- Stenothyra nana Prashad, 1921
- Stenothyra ovalis Brandt, 1970
- Stenothyra paludicola van Benthem Jutting, 1963
- Stenothyra polita (A. Adams, 1851)
- Stenothyra prasongi Brandt, 1974
- Stenothyra recondita Lindholm, 1929
- Stenothyra roseni Brandt, 1968
- Stenothyra saccata van Benthem Jutting, 1963
- Stenothyra schlickumi Brandt, 1968
- Stenothyra schuetti Brandt, 1968
- Stenothyra spinosa Brandt, 1974
- Stenothyra spiralis Brandt, 1968
- Stenothyra thermaecola Kuroda, 1962
- Stenothyra wykoffi Brandt, 1968